# 赫拉莉娅·约翰内斯
赫拉莉娅·约翰内斯（Helalia Johannes，1980年8月13日—）是一名专长于马拉松的纳米比亚长距离赛跑运动员。她拥有着10公里赛跑、20公里赛跑、半程马拉松和马拉松项目的纳米比亚纪录。她曾在2019年世界田径锦标赛上获得女子马拉松铜牌。